# Магнитосфера
Магнитосфе́ра (от «магнитная сфера») — область пространства вокруг небесного тела, в которой поведение окружающей тело плазмы определяется магнитным полем этого тела.
Иное определение: магнитосфе́ра — область пространства вокруг планеты или другого намагниченного небесного тела, которая образуется, когда поток заряженных частиц, например, солнечного ветра, отклоняется от своей первоначальной траектории под воздействием внутреннего магнитного поля этого тела.
Форма и размеры магнитосферы определяются силой внутреннего магнитного поля этого небесного тела и давлением окружающей плазмы (солнечного ветра). Все планеты, имеющие собственное магнитное поле, обладают магнитосферой: Земля, Юпитер, Сатурн, Уран и Нептун. Меркурий и Марс обладают очень слабыми магнитосферами, а также Ганимед, один из спутников Юпитера (но его магнитосфера целиком находится в пределах магнитосферы Юпитера, что приводит к их сложным внутренним взаимодействиям). Ионосферы слабо намагниченных планет, как например Венера, частично отклоняют поток солнечного ветра, но они не имеют магнитосферы как таковой.
Термин магнитосфера также используется для описания регионов, где доминирует магнитное поле других небесных тел, например звёзд, пульсаров и пр.

## Границы
Граница магнитосферы (магнитопауза) определяется условием равенства давлений магнитного поля и набегающей плазмы, то есть радиус магнитосферы (альфвеновский радиус {\displaystyle r_{A}}) определяется соотношением
{\displaystyle {1 \over {8\pi }}B^{2}(r_{A})={1 \over 2}\rho V^{2}(r_{A})},
где {\displaystyle B} — магнитное поле небесного тела, {\displaystyle \rho } и {\displaystyle V} — соответственно плотность и скорость потока набегающей плазмы.

## Магнитосферы планет
В случае набегающего потока плазмы, например, в случае взаимодействия собственного магнитного поля планеты с солнечным ветром, магнитосфера представляет полость достаточно сложной формы, обтекаемую солнечным ветром.
Проникновение плазмы в магнитосферу Земли происходит непосредственно через промежутки между замкнутыми и «разомкнутыми» магнитными силовыми линиями в магнитопаузе, именуемые дневными полярными каспами, или вследствие гидромагнитных эффектов и неустойчивостей. Проникновение плазмы солнечного ветра может сопровождаться дневными полярными сияниями в высокоширотной ионосфере. К развитию таких неустойчивостей приводят, в частности, резкие изменения параметров межпланетной среды. Это проявляется в зависимости частоты и интенсивности полярных сияний от уровня солнечной активности.
Часть плазмы, проникшей в магнитосферу, образует радиационный пояс планеты и плазменный слой.
В Солнечной системе, помимо Земли, магнитосфера имеется у большинства планет. Но её нет ни у Венеры, ни у Марса.

## Магнитосфера Земли
Магнитосфера Земли имеет сложную форму. Со стороны, обращённой к Солнцу, расстояние до её границы варьируется в зависимости от интенсивности солнечного ветра и составляет около 70000 км (10—12 радиусов Земли Re, где Re = 6371 км, (расстояние считается от центра Земли). Граница магнитосферы, или магнитопауза, со стороны Солнца по форме напоминает снаряд и по приблизительным оценкам находится на расстоянии около 15 Re. С ночной стороны магнитосфера Земли вытягивается длинным цилиндрическим хвостом (магнитный хвост), радиус которого составляет около 20—25 Re. Хвост вытягивается на значительное расстояние — намного большее, чем 200 Re, и где он заканчивается — неизвестно.
С наличием магнитосферы связаны многие проявления Космической погоды, такие как геомагнитная активность, геомагнитная буря и суббуря.
Солнечный ветер достигает Земли с большой скоростью. Благодаря магнитному полю Земли он отклоняется вокруг неё так, что большая его часть не сталкивается с атмосферой прямо. Ионизирующее излучение Солнца ионизирует верхние слои атмосферы, создавая ионосферу. Энергия солнечного ветра накапливается в магнитосфере, высвобождаясь внезапными скачками.
Некоторые исследователи из NASA полагают, что Марс, у которого магнитное поле очень мало, потерял большую часть своих бывших океанов и атмосферы в космос. Возможно, потеря вызвана прямым действием солнечного ветра на верхние слои его атмосферы. Венера тоже не имеет заметного магнитного поля. Возможно, Венера потеряла значительную часть воды из-за сноса солнечным ветром (хотя атмосфера этой планеты очень массивна).
Другие модели основаны на значительно меньшей массе Марса. И после ионизации, ионы атмосферы взаимодействуют с магнитным полем. Поэтому появляются два способа для иона покинуть окрестности планеты: получить скорость покидания сразу, при разогреве, или отправиться на значительно меньшей скорости вдоль линий магнитного поля далеко от планеты, где эта скорость мала и за большее время вероятно получить ещё энергию от Солнца.

## Общие сведения
Форму, структуру и размеры магнитосферы Земли определяют два главных фактора:
1. Магнитное поле Земли — в первом приближении может быть аппроксимировано полем магнитного стержня, магнитного диполя, наклонённого примерно на 11° по отношению к оси вращения Земли, хотя существуют и гармоники более высокого порядка, как впервые указал Карл Фридрих Гаусс. Величина дипольного поля Земли 0,3—0,6 Гаусса на земной поверхности, и эта величина убывает пропорционально кубу расстояния, то есть на расстоянии H от поверхности Земли она составляет только [R/(R+H)]³ от магнитного поля на поверхности. Так, на расстоянии от поверхности, равному радиусу Земли R, напряжённость поля уменьшится в 8 раз. Гармоники магнитного поля более высокого порядка убывают ещё быстрее, таким образом, с расстоянием магнитное поле диполя начинает преобладать в магнитосфере Земли.
2. Солнечный ветер — представляет собой быстрый поток горячей плазмы, уходящей от Солнца во всех направлениях. Типичная скорость солнечного ветра на границе земной магнитосферы 300—800 км/с. Солнечный ветер состоит из протонов, альфа-частиц и электронов, так что в целом он квази-нейтрален. Солнечный ветер пронизан межпланетным магнитным полем, которое представляет собой главным образом магнитное поле Солнца, переносимое плазмой солнечного ветра на дальние расстояния.

## Магнитосферы звёзд
Наиболее существенно влияние магнитосфер звёзд на процессы аккреции на них. Свободное падение плазмы на звезду останавливается её магнитным полем на расстоянии её альфвеновского радиуса, то есть на границе магнитосферы, аккреция при этом направляется на магнитные полюса звезды.